# Marcel Florkin
Marcel Florkin (15.8.1900 tại Liège - 3.5.1979) là một nhà hóa sinh người Bỉ.

## Cuộc đời và Sự nghiệp
Florkin đậu bằng tiến sĩ y khoa và làm giáo sư môn hóa sinh ở Đại học Liège.
Năm 1951, ông khởi xướng việc thành lập Hội Hóa sinh và Sinh học phân tử Bỉ. Cùng với Christian de Duve và các người khác, ông đã viết bản đề nghị qui chế của hội và được chấp nhận năm 1952 trong cuộc họp khoáng đại. Năm 1944, ông xuất bản quyển sách về tiến hóa của hóa sinh học (được dịch sang tiếng Anh năm 1949), trong đó ông giải thích tính thích đáng của sự tiến hóa để hiểu biết những khác biệt trong sự trao đổi chất và cơ cấu hóa học giữa các sinh vật thuộc các loại khác nhau.. Các năm sau đó, ông áp dụng các nguyên lý biosemiotics (tín hiệu sinh học) vào hóa sinh học.
Năm 1946, Marcel Florkin được thưởng giải Francqui về Sinh lý và Y khoa.
Ông là thành viên của Association for the intellectual and artistic progress of Wallonia (Hiệp hội thúc đẩy tiến bộ tinh thần và nghệ thuật Wallonia).

## Tác phẩm
- Florkin, M, Concepts of molecular biosemiotics and of molecular evolution, In: Comprehensive Biochemistry, 29A: 1–124, 1974.
- Florkin, M, A History of Biochemistry, American Elsevier Publishing Co., 1972, xviii + 343 pp.